# Paris–Nizza 2009
Das 67. Radrennen Paris–Nizza fand vom 8. bis 15. März 2009 statt. Es wurde in acht Etappen über eine Distanz von 1.252,8 Kilometern ausgetragen. Der Vorjahressieger Davide Rebellin konnte seinen Erfolg nicht wiederholen, da seine Mannschaft Serramenti PVC Diquigiovanni-Androni Giocattoli nicht zu dem Rennen eingeladen wurde.
Am Start waren die 18 UCI ProTeams mit Ausnahme von Fuji-Servetto, welches keine Einladung erhielt, sowie die drei Professional Continental Teams Agritubel, Cervélo TestTeam und Skil-Shimano.

## Etappen
| Etappe    | Tag      | Start–Ziel                                        | km        | Etappensieger         | Gelbes Trikot     |
| --------- | -------- | ------------------------------------------------- | --------- | --------------------- | ----------------- |
| 1. Etappe | 8. März  | Amilly                                            | 9,3 (EZF) | Alberto Contador      | Alberto Contador  |
| 2. Etappe | 9. März  | Saint-Brisson-sur-Loire – La Chapelle-Saint-Ursin | 195,5     | Heinrich Haussler     | Alberto Contador  |
| 3. Etappe | 10. März | Orval – Vichy                                     | 178       | Sylvain Chavanel      | Sylvain Chavanel  |
| 4. Etappe | 11. März | Vichy – Saint-Étienne                             | 173,5     | Christian Vande Velde | Sylvain Chavanel  |
| 5. Etappe | 12. März | Annonay – Vallon-Pont-d’Arc                       | 204       | Jérémy Roy            | Sylvain Chavanel  |
| 6. Etappe | 13. März | Saint-Paul-Trois-Châteaux – La Montagne de Lure   | 182,5     | Alberto Contador      | Alberto Contador  |
| 7. Etappe | 14. März | Manosque – Fayence                                | 191       | Luis León Sánchez     | Luis León Sánchez |
| 8. Etappe | 15. März | Nizza – Nizza                                     | 119       | Antonio Colom         | Luis León Sánchez |